# لولو غريس غريفز
كانت لولو غريس غريفز (بالإنكليزية: Lulu Grace Graves) (من عام 1874 وحتى الـ31 من تموز/ يولو عام 1949) أخصائية تغذية أمريكية، وأول من ترأس الجمعية الأمريكية للتغذية، وذلك بين عامي 1917 و1920.

## بدايات حياتها
وُلدت لولو غريس غرفيز في فايربوري الواقعة في نيبراسكا، وحصلت على شهادة في الاقتصاد المنزلي من جامعة شيكاغو عام 1909.

## عملها
بدأت غريفز حياتها المهنية كأستاذ مشارك في الاقتصاد المنزلي في كلية ولاية آيوا، كما تولت منصب أستاذ في الاختصاص ذاته في جامعة كورنيل، حيث بدأت برنامجاً تدريبياً لأخصائيي التغذية في المشافي. ومن ثم احتلت غرفيز العديد من المناصب في المشافي، بما تضمن المقيم الأول في اختصاص التغذية في مستشفى مايكل ريز في شيكاغو عام 1911 (حيث صممت نظاماً غذائياً لطيفاً لمرضى الحمى التيفية)، ورئيس أخصائيي التغذية في مستشفى ليكسايد في كليفلاند منذ عام 1914، بالإضافة إلى منصب مشرف قسم التغذية في مستشفى ماونت سيناي في نيويورك.
وفي عام 1917، أسست بمشاركة لينا فرانسيس كوبر الجمعية الأمريكية للتغذية، حتى يتسنى لأخصائيي التغذية في المشافي الاجتماع فيها ومناقشة الصحة العامة ومتطلبات حفظ الطعام خلال الحرب العالمية الأولى، كما وكانت غريفز أول من ترأس هذه الأكاديمية. وبينما كانت على رأس عملها، وحتى بعد انتهاء مدة رئاستها، تولت غريفز التدقيق في قسم علم التغذية والخدمات الغذائية المؤسساتية في مجلة «موديرن هوسيبيتال» (أي المستشفى الحديثة)، وانتقلت لبيركلي في كاليفورينا عام 1938، وتلقت بعد ذلك في عام 1947 جائزة مارجيري هالسايزر كوفر (Marjorie Hulsizer Copher) من الجمعية الأمريكية للتغذية.

## وفاتها وإرثها
توفيت غريفز إثر نوبة قلبية عام 1949، بعمر الخامسة والسبعين، وذلك في منزلها في بيركلي، وأصبحت أكاديمة التغذية وعلم التغذية تقدم جائزة سنوية تحمل اسمها (لولو ج. غريفز) منذ ذلك الحين.

## منشوراتها
تتضمن الكتب التي ألفتها غريفز: علم التغذية الحديث؛ إطعام المرضى في المشافي والبيوت، مع بعض الدراسات عن تغذية الأصحاء (عام 1917)، زيادة جاذبية الطعام للمرضى (1926)، النظام الغذائي في معالجة السكري (1929)، الطعام في السراء والضراء (1932)، التبريد العلمي فيما يتعلق بالتغذية والصحة (1936)، معجم الغذاء والتغذية (عام 1938، بالمشاركة مع كلارينس ويلبور تابر - Clarence Wilbur Taber)، كما كتبت مقالات عن النظام الغذائي والتمارين الرياضية لجهات نشر وطنية، بما فيما مجلة «بارينتس».